# 放課後はケンカ最強のギャルに連れこまれる生活 彼女たちに好かれて、僕も最強に!?
『放課後はケンカ最強のギャルに連れこまれる生活 彼女たちに好かれて、僕も最強に!?』（ほうかごはけんかさいきょうのぎゃるにつれこまれるせいかつ かのじょたちにすかれて、ぼくもさいきょうに）は、亜逸による日本のライトノベル。
元々は小説家になろう及びカクヨムにおいて2022年10月から2023年12月まで、『ヤンキーギャルにケンカを教わることになった件』というタイトルで掲載されていたオンライン小説であったが、2024年4月から富士見ファンタジア文庫（KADOKAWA）より書籍化された。イラストはkakaoが担当。なお書籍化に合わせオンライン小説版も現タイトルへと改名された。
メディアミックスとして、あおやぎ孝夫によるコミカライズが『月刊ドラゴンエイジ』（KADOKAWA）にて2024年2月号より連載中。

## あらすじ
主人公・折節 史季は、クラスメイトの不良・川藤のイジメから生徒を庇ったことで自分が標的にされるようになった。日常的にパシリにされたり、腹を殴られたりとイジメを受け続け、登校するのが憂鬱になっていた。
ある時、史季は後輩・桃園 春乃が川藤たちから人さらい同然の悪質なナンパをされているのを見て、葛藤の末に助けに入る。弱きを助け強きをくじくことをモットーとする“女帝”こと小日向 夏凛から助けられ、アドバイスを受けたことで川藤とのタイマンを制する。これがきっかけで、彼は小日向派の面々との触れ合いによりケンカ最強の道を突き進むことになった。

## 登場人物
特に表記がなく「〇巻」と書く場合は原作を指すものとする。

### 四大派閥・小日向派
折節 史季（おりふし しき）
主人公にして語り部。聖（セント）ルキマンツ学園の2年生（2-2組）。高校受験の試験日に困っている人を見捨てられず助け続けた結果、滑り止めにしていた聖ルキマンツ学園に入学することとなった。
容姿は黒のショートヘアで赤い瞳。背丈は平均男子よりやや低く、中学時代の学力は上の下程度。
川藤にいじめられていた生徒を助けたことで今度は自分が標的にされ、1年以上に渡ってパシリをさせられるようになる。しかも制限時間以内に戻って来ないと腹パンをされるため常に全力疾走を続けていた。
その結果、非常に高い脚力を手に入れたのだが夏凛に指摘されるまで自覚がなかった。夏凛たちとのケンカレッスンでその才能を磨き上げていき、逆に史季の方は彼女たちに勉強を教えることに。
更に川藤らに殴られていたことで反射的に身体が「上手い打撃の受け方」を取るようになった。このため川藤のボディブローを「手加減している」と思い込んでいた。
当初は別の名前だったが、ヒロインの追加に伴い改名された。ヒロインたちの名前が“四季”にちなんでいることから今の名前になった。

小日向 夏凛（こひなた かりん）
ヒロイン。聖ルキマンツ学園の2年生（2-2組）。通称“女帝”。弱きを助け強きを挫くことで知られ、生徒たちから尊敬されている。欠点は成績が悪いこと。
容姿は赤紫のポニーテールで琥珀色の瞳。巨乳。パンチラ上等のケンカをするが、指摘されると見せパンだから大丈夫と動揺するが、実際は純白パンツ。
悪ぶるのが好きで小悪魔的な面を史季に見せようとするが、自分の言動に恥ずかしがって赤面するまでがお約束。
父親は道場を経営しており、夏凛も小日向流古式戦闘術という武道を学ばされている。中でも鉄扇を用いた扇術（せんじゅつ）に関しては神童の域のため後継者にとせがまれている。
そんな父親に嫌気が差し、独り立ちする意味も込めて家を離れ聖ルキマンツ学園に入学した。
本編開始の半年前（1年生の頃）に荒井亮吾とのケンカを制し、他の不良たちを恐れさせたことで風紀を改善したという逸話がある。当時から千秋、冬華とツルんでいた。

桃園 春乃（ももぞの はるの）
夏凛に憧れている1年生。両親が医者という家系に生まれたが当人の成績は非常に悪い。一見すると清楚な雰囲気をまとうが、その胸のうちは性的なことに興味津々である。得意科目は保健体育。
容姿は黒のロングヘアで頭髪の内側が蒼いツートンカラーで青い瞳。胸は並くらい。大人びた顔立ちをしている。

月池 千秋（つきいけ ちあき）
小日向派の1人。2年生女子（2-6組）。小柄な見た目やロリボイスとは裏腹にとても好戦的な性格。やはり学校の成績は悪い。一人称は「ウチ」。
容姿は金髪のウルフボブで碧眼。小柄で胸は控えめ。
口調は夏凛に輪を掛けて悪く、面白いことがあれば首を突っ込みたがる。夏凛が悪ぶった振る舞いをしようとしていることも見透かしている。しかし気遣いが出来る方で、史季のことを気に掛けている。
体格差を道具でカバーしており、スカートの中から様々なケンカ道具を取り出して使いこなす。このためタイマンよりゴチャマンを得意とする。

氷山 冬華（ひやま とうか）
小日向派の1人。2年生女子（2-6組）。学内で多数の彼氏・彼女を作っては風紀を掻き乱す問題児。史季にもアプローチを掛ける。加えて元柔道部のため二重の意味で寝技が得意。こちらも成績が悪い。一人称は「ワタシ」。
容姿は亜麻色のロングヘアで糸目（笑顔）。かなりの巨乳で夏凛以上のスタイルの良さを誇る。
性欲旺盛のために多様な気質の春乃とは仲が良い。逆に夏凛や千秋にはたびたびツッコミを受けている。

### 四大派閥・荒井派
荒井 亮吾（あらい りょうご）
学園の四大派閥の一つ・荒井派筆頭を務める3年生の男子生徒。
容姿は短く刈り上げた赤髪で、2メートル近くはある巨漢。ケンカの実力は非常に高く、見た目に反して俊敏。それ以上に勝つ為なら手段を択ばない卑劣漢。ただし女には興味がないのか、どうこうすることにはくだらなさを感じている様子。
2年生の頃にはケンカを売って来た川藤を屈服させて派閥に加えた。更に千秋を倒し冬華も追い詰めたことがある（圧倒的なパワーとタフネスの前にはスタンバトンも関節技も通じなかった）。しかし夏凛には及ばず倒された。
現在は大人しくしているが復讐の機会をうかがっており、1巻の終盤にて夏凛が風邪を引いて弱っていると聞き動き出す。
春乃を拉致して夏凛を誘き出すというやり方でタイマンを行い勝利。これ幸いと手下たちが夏凛を凌辱しようとするが、駆け付けた史季によって蹴散らされる。そのまま史季とのタイマンを繰り広げる。
当初は優位に立っていたが史季の挑発により「拳と蹴りの撃ち合い」を行ったことで次第に劣勢になっていく。どれだけ殴っても倒れず執拗に左脛を蹴って来る史季に脅威を感じ、膝を突いたところで顔面に蹴りを入れられる。それでも史季を殴り返すが倒すことは出来ず、史季の連続蹴りの前に失神した。

大迫（おおさこ）
1巻に登場。荒井派のナンバー2。身長180センチ。荒井には及ばないが悪知恵は働くため参謀的存在でもある。
1巻の終盤にて夏凛が風邪で弱っていること、川藤から春乃という非力な後輩が夏凛とツルんでいると聞き、春乃を拉致して夏凛を誘き出す作戦を提案する。しかも史季たちは別の場所へ誘導し、夏凛だけを孤立させるという念の入り用。
自分なら夏凛以外の相手には勝てると思い、夏凛の相手は荒井に任せる。そして春乃を助けに来た冬華と対決するが、春乃を拉致されて怒った冬華にはまったく歯が立たなかった。命乞いをするも無視され、手足の関節を極められ失神K.O.された。
それでも冬華は攻撃をやめずに首まで絞めていたため、駆け付けた千秋に哀れまれながら止められた（冬華を犯罪者にしたくないという理由が大きい）。
コミカライズ版
細身で美形寄りという荒井とは対照的な容姿として描かれている。

川藤（かわとう）
1巻に登場。荒井派の1人。2年生男子（2-2組）。2人の取り巻きがいる。
史季とは1年生の時から同じクラスであり、1年以上に渡ってパシリにしたり理不尽な暴力など虐めを繰り返していた。
ある日、春乃を強引にナンパしようとしたところ、見咎めた史季に阻止される。怒りに任せて史季を殴りつけるがが、夏凛の介入によってタイマンを張った結果、史季の蹴りによってグロッキー状態となる。それでも史季の不意を突くが、夏凛の蹴りによって今度こそ昏倒した。
中学生の頃から弱い者虐めをして来たことで「自分は強い」と思い上がっており、入学当時に荒井にケンカを売ったことがある。しかし荒井の恐ろしさを味わう結果となり、無理やり派閥に入れられてしまった。しかも派閥には自分より腕の立つ者が何人もいた。
このことから「自分には暴力の才能がない」と考え、これまでのように弱い者虐めを続けるようになった。また荒井の後ろ盾を得たことで調子づいてもいた。同時に荒井たちからは雑魚扱いされているのを感じ取っており、それだけは不満となっている。
1巻の終盤では史季に復讐するべく春乃の情報を大迫に話し、見返りに史季を痛め付けてよいと許可を得る。だが罠を看破した史季は夏凛を助けに向かったため、バイクで追いついてひき殺そうとしたが失敗に終わる。史季とのタイマンに挑むも激怒した史季には敵わず、蹴りの2発で気絶させられた。その際に史季には暴力の才能があることを痛感するが、最後までそれを認めようとしなかった。
そもそも川藤は何の努力もしておらず、才能“だけ”で強くなろうとして挫折したに過ぎない。自分より弱い者を虐めることでその現実から（無意識に）目をそらしていた。
コミカライズ版
夏凛に倒された後日、史季を睨みつけるシーンが追加されており、その後の報復展開への伏線となっている。

江口（えぐち）
川藤の取り巻きの1人。川藤とはタメ口だが実力は認めており、史季に負けたのが信じられないと口にしている。
1巻の終盤では春乃を助けに来た千秋によって呆気なく気絶させられた。

田村（たむら）
川藤の取り巻きの1人。川藤がキレやすい性格なのを分かっており、失言をして怒らせないようにしている。
1巻の終盤では春乃を助けに来た千秋によって呆気なく気絶させられた。

## 舞台
聖ルキマンツ学園（セントルキマンツがくえん）
創設者ホワード・ルキマンツの教えである「来る者は拒まず」を実践した結果、偏差値が非常に低く、治安の悪さで有名な不良高校になってしまった。
素行の悪い生徒たちが多数在籍している他、当初は小日向派と荒井派の二大派閥が睨み合っていた。
不良のマジ蹴りでも割れない窓ガラスや、どれだけイタズラしても修復する創設者銅像がある。

### 組織
小日向派（こひなたは）
学園の四大派閥の1つで、小日向夏凛を筆頭とする2年生集団。当初は夏凛、千秋、冬華の3人のみだった。

荒井派（あらいは）
学園の四大派閥の1つ。3年生の荒井亮吾をトップとする不良男子集団。学年関係なく集まっているため規模は50人以上。

## 既刊一覧

### 小説
- 亜逸（著）・kakao（イラスト）、KADOKAWA〈富士見ファンタジア文庫〉、既刊3巻（2024年4月19日現在）
  - 『放課後はケンカ最強のギャルに連れこまれる生活 彼女たちに好かれて、僕も最強に!?』、2023年5月20日初版発行（5月19日発売[5]）、ISBN 978-4-04-074882-5
  - 『放課後はケンカ最強のギャルに連れこまれる生活2 彼女たちに好かれて、僕も最強に!?』、2023年11月20日初版発行（11月17日発売[6]）、ISBN 978-4-04-075185-6
  - 『放課後はケンカ最強のギャルに連れこまれる生活3 彼女たちに好かれて、僕も最強に!?』、2024年4月20日初版発行（4月19日発売[7]）、ISBN 978-4-04-075446-8

### 漫画
- 亜逸（原作）・kakao（キャラクター原案）・あおやぎ孝夫（作画） 『放課後はケンカ最強のギャルに連れこまれる生活 彼女たちに好かれて、僕も最強に!?』 KADOKAWA〈ドラゴンコミックスエイジ〉、既刊2巻（2025年3月7日現在）
  1. 2024年7月9日初版発行（同日発売[8]）、ISBN 978-4-04-075518-2
  2. 2025年3月7日発売[9]、ISBN 978-4-04-075741-4